# Guy Williams (Reiter)

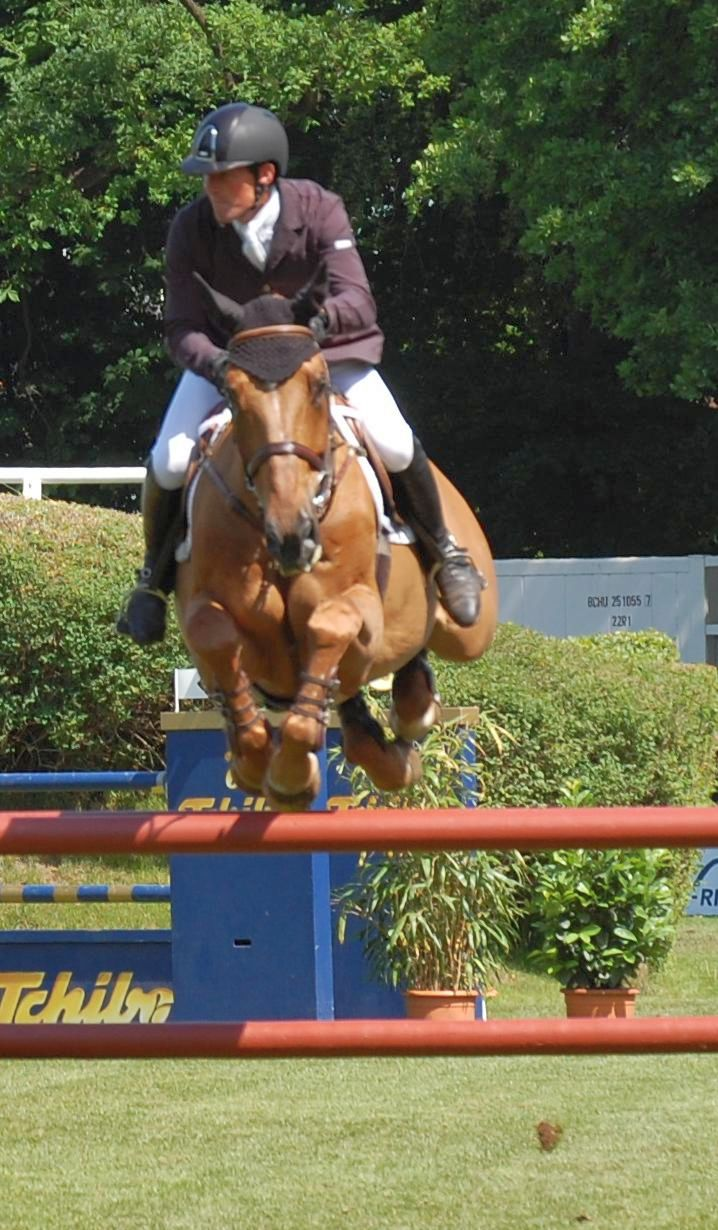
Guy Williams mit Skip Two Ramiro bei der 1. Qualifikation zum Deutschen Spring-Derby 2011

Guy Robert Williams (* 11. Juli 1971) ist ein britischer Springreiter.

## Karriere
1974 bekam Williams sein erstes Pony. 1999 ging er nach Amerika und ritt für Margie Goldstein. Ein Jahr darauf ging er nach England zurück und kaufte sich dort einen Hof. 2002, 2003 und 2005 gewann er mit Be Precise das Hickstead Speed Derby. 2003 entschied er zudem den Großen Preis bei der Horse of the Year Show für sich. 2009 gewann er mit Torinto die Sunshine Tour sowie die Global-Champions-Tour-Etappe in Arezzo. Im Dezember 2009 war er Showjumper of the Month. 2010 gewann er die British Open und das British Jumping Derby.
Im Juni 2011 befand er sich auf Rang 44 der Weltrangliste und ist damit international der derzeit dritterfolgreichste britische Springreiter. In der nationalen Rangliste des britischen Verbandes befand er sich im Juni 2011 auf dem ersten Rang.

## Privates
Williams ist verheiratet und hat zwei Kinder.

## Pferde
- Titus (* 2000), KWPN-Fuchswallach, Vater: Lancelot, Muttervater: Rex Magna, ab 2012 im Besitz von Jan Tops und geritten von Edwina Tops-Alexander, ab Juni 2012 wieder im Stall von Williams
- Torinto van de Middelstede (* 1996), Belgischer Schimmelwallach, Vater: Remondo, Besitzer: Guy Williams & Stud Roshoeve, seit Januar 2009.
- Skip two Ramiro (* 1996), Belgischer Fuchswallach, Vater: Skippy II, Muttervater: Romeo, Besitzer: D. Walker.
- Depardieu Van't Kiezelhof (* 2003), Schimmel, Vater: Thunder Van De Zuuthoeve, Besitzer: L. Doran.
- Belinka Van Het Overlede Goed (* 2001), Rappstute, Vater: Skippy, Besitzer: Stud Roshoeve.
- Titus (* 2000), KWPN-Fuchswallach, Vater: Lancelot, Muttervater: Rex Magna, Besitzer: Guy Williams, seit April 2011.
- Be Precise (* 1990), Fuchsstute
- Richi Rich 111 (* 2001), Schimmelstute, Vater: Chapman, Besitzer: P. Gill.
- Orage (* 1996), Fuchsstute, Besitzer: Stud Roshoeve.
- Djkarta (* 2003), braune Stute, Vater: Thunder Van De Zuuthoeve.
- Ronald IV (* 2003), brauner Wallach, Besitzer: A. Doran.

ehemalige Turnierpferde:
- Ciske van Overis (* 2002), braune belgische Warmblutstute, Vater: Celano, Muttervater: Darco, bis Mai 2010, dann von Edwina Alexander geritten., später nach Brasilien verkauft